# Appuntamento fra le nuvole
Appuntamento fra le nuvole (Come Fly with Me) è un film del 1963 diretto da Henry Levin.
È un film commedia britannico con Dolores Hart, Pamela Tiffin, Lois Nettleton, Hugh O'Brian e Karlheinz Böhm. È basato sul romanzo Girl on a Wind di Bernard Glemser (del 1960, ma pubblicato di nuovo nel 1969 con il titolo The Fly Girls; ne fu pubblicato anche un seguito nel 1972, The Super-Jet Girls, che non ebbe un adattamento cinematografico). È incentrato sulle vicende di tre belle hostess di volo internazionali in cerca di romanticismo e di eccitazione, e può essere considerato una sorta di anticipatore della nota serie televisiva Pan Am (2011-12).

## Trama
Tre hostess, con sede a New York City, lavorano per la compagnia aerea Polar Atlantic Airways. Costoro effettuano voli regolari da New York City a Parigi e Vienna. Una di loro, Donna, incontra Franz Von Elzingen, un barone austriaco impoverito che si rivelerà essere un contrabbandiere di diamanti. Invece Carol, detta "Bella del Sud", si prende una cotta per il copilota dell'aereo Ray Winsley, che però ha una relazione con una donna sposata. La terza, Hilda, viene notata da un vedovo multimilionario del Texas di nome Walter.

## Produzione
Il film, diretto da Henry Levin su una sceneggiatura di William Roberts con il soggetto di Bernard Glemser (autore del romanzo), fu prodotto da Anatole de Grunwald per la Metro-Goldwyn-Mayer British Studios e la De Grunwald Productions e girato nei MGM British Studios a Borehamwood, a Parigi e a Vienna.

## Distribuzione
Il film fu distribuito con il titolo Come Fly with Me nel Regno Unito nel 1963 al cinema dalla Metro-Goldwyn-Mayer.
Alcune delle uscite internazionali sono state:
- negli Stati Uniti il 27 marzo 1963
- in Germania Ovest il 9 agosto 1963 (Flieg mit mir ins Glück)
- in Finlandia il 29 novembre 1963 (Lentoemäntä kiipelissä)
- in Francia il 22 gennaio 1964 (Les filles de l'air)
- in Danimarca il 10 aprile 1967 (Der er piger i luften)
- in Grecia (Ela na petaxome mazi!)
- in Svezia (Kom flyg med mig!)
- in Ungheria (Repülj velem!)
- in Spagna (Tres azafatas)
- in Vem Voar Comigo (Brasile)
- in Italia (Appuntamento fra le nuvole)

## Promozione
Le tagline sono:
- "Three Pretty Airline Stewardesses on a Spree in the Fun Capitols of the World (And Out of It)".
- "A Romantic Around-The-World Manhunt!".
- "The mile hi-larious story of three airline hostesses on a round-the-world manhunt!".

## Critica
Secondo il Morandini il film è "diretto da Levin con garbo" ma risulta ripetitivo perché facente parte di una categoria di commedia (donne alla ricerca di un marito) già sfruttata. Secondo Leonard Maltin il film è una "commedia all'acqua di rose", "superficiale e leggera".